# Cécile Rigaux
Cécile Rigaux (* 20. April 1969 in Nogent-sur-Marne) ist eine ehemalige französische Volleyball- und Beachvolleyballspielerin.

## Karriere Hallenvolleyball
Nach drei Jahren bei INSEP in der französischen Juniorenmannschaft von 1986 bis 1988 spielte Rigaux eine Saison beim Volley-Ball Club Francheville, bevor sie 1989 dem RC Cannes beitrat. Hier wurde sie je zweimal französische Meisterin und Pokalsiegerin. Mit dem Verein aus dem Département Alpes-Maritimes stand sie zudem 1994 und 1996 auf der obersten Stufe des Podests beim Einladungsturnier Women’s Top Volley International und belegte 1997 dem Bronzerang in der Champions League.
Rigaux hatte von 1988 bis 1995 auch 248 Einsätze in der französischen Nationalmannschaft. Mit der Grande Nation gewann sie 1993 die Silbermedaille bei den Mittelmeerspielen.

## Karriere Beachvolleyball
Rigaux spielte ihre ersten internationalen Turniere 1996 mit Arcadia Berjonneau. Im nächsten Jahr erreichte sie mit Marie Tari Platz 33 bei der Weltmeisterschaft in Los Angeles. 1998 bildete sie ein neues Duo mit Anabelle Prawerman. Ein Jahr später belegten Rigaux/Prawerman den 17. Rang bei der WM in Marseille. Anschließend erreichten sie bei der Europameisterschaft in Palma das Finale, das sie gegen die Italienerinnen Bruschini/Solazzi verloren. 1999 gewannen sie auch die nationale Meisterschaft. Beim olympischen Turnier 2000 wurden sie Neunte, nachdem sie in der ersten Runde gegen die Deutschen Maike Friedrichsen und Danja Müsch gewonnen hatten und im Achtelfinale den Australierinnen Gooley/Manser unterlegen waren. 2010 trat Rigaux bei den Marseille Open noch einmal mit Marion Castelli an.